# 贝兹梅尔空军基地
贝兹梅尔空军基地       是保加利亚空军的一个空军基地。该基地位于上色雷斯低地东部的位于扬博尔州（地区），坐落在扬博尔市以西10公里和斯利文市东南方向30公里的位置，靠近索非亚-布尔加斯铁路。基地以附近的贝兹梅尔村命名。

## 历史

### 第一次世界大战
该地区的战略位置和特别有利的气候条件早在第一次世界大战期间就已得到重视，当时德意志帝国空军在扬博尔建造了一个齐柏林飞艇基地，用于对罗马尼亚、俄罗斯、苏丹和马耳他进行侦察和轰炸任务。

### 第二次世界大战后
1955年，贝兹梅尔空军基地驻扎了第22战斗航空团，后来改组为第22战斗轰炸机航空团，最终成为保加利亚空军第22空军攻击基地，用来部署苏-25对地攻击机以及苏-22М-4和苏-22UM-3K侦察机。

第一中队徽章 Su-25

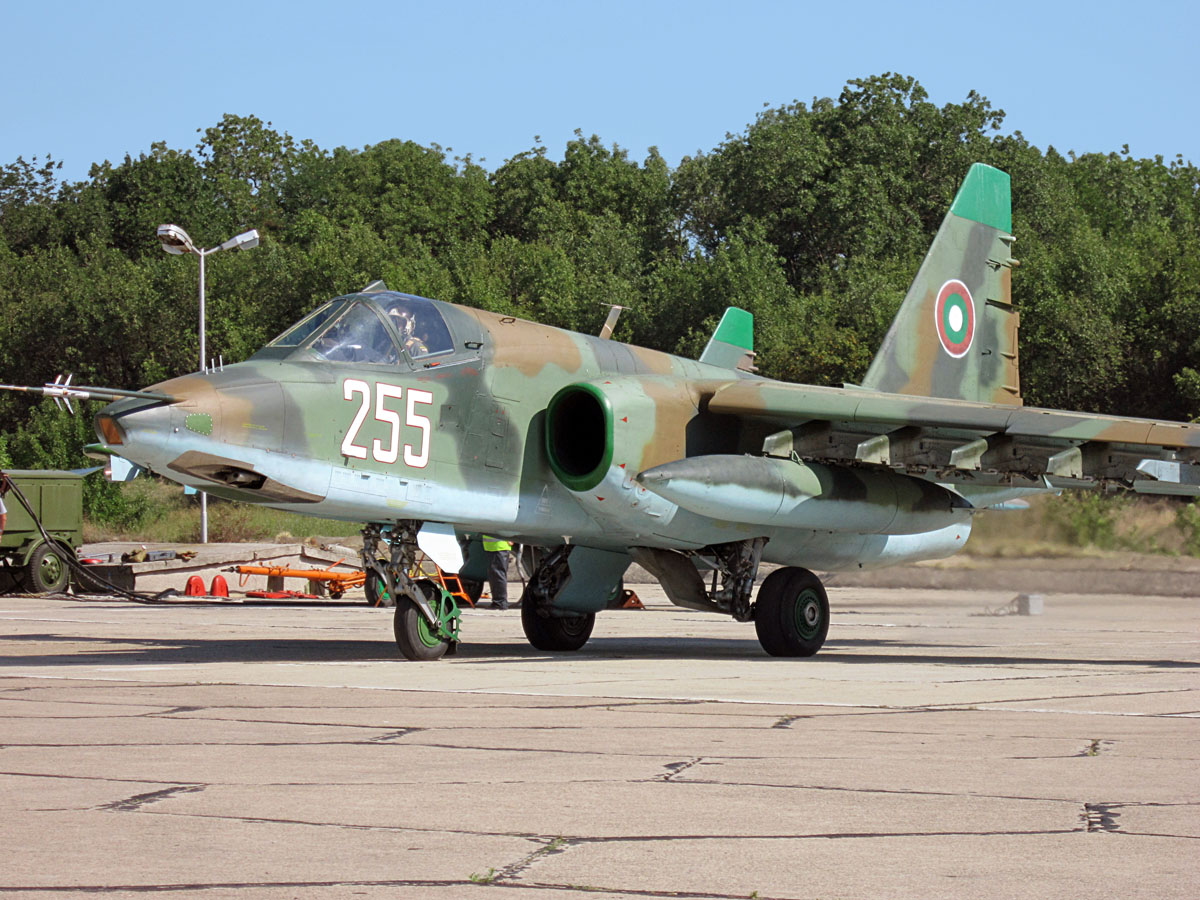
保加利亚空军Su-25

## 目前使用情况
贝兹梅尔空军基地的飞机和人员最近参加了一系列联合军事演习，其中包括土耳其、保加利亚、罗马尼亚和法国的和平与合作“合作之钥”演习、“2005 立即反应”演习以及保加利亚-美国-罗马尼亚的“2006 立即反应”演习。
该基地拥有现代化的通讯、信息和导航系统。第二阶段的现代化和基础设施建设正在进行中，包括延长跑道，这将扩大该基地可支持的飞机范围。
贝兹梅尔空军基地是根据2006年美国和保加利亚国防合作协议建立的美保联合军事基地之一。一些专家将贝兹梅尔空军基地列为美国本土以外六个最重要的军事基地之一。 
美国国防部长劳埃德·奥斯汀于2022年3月18日访问了该基地。

## 图片

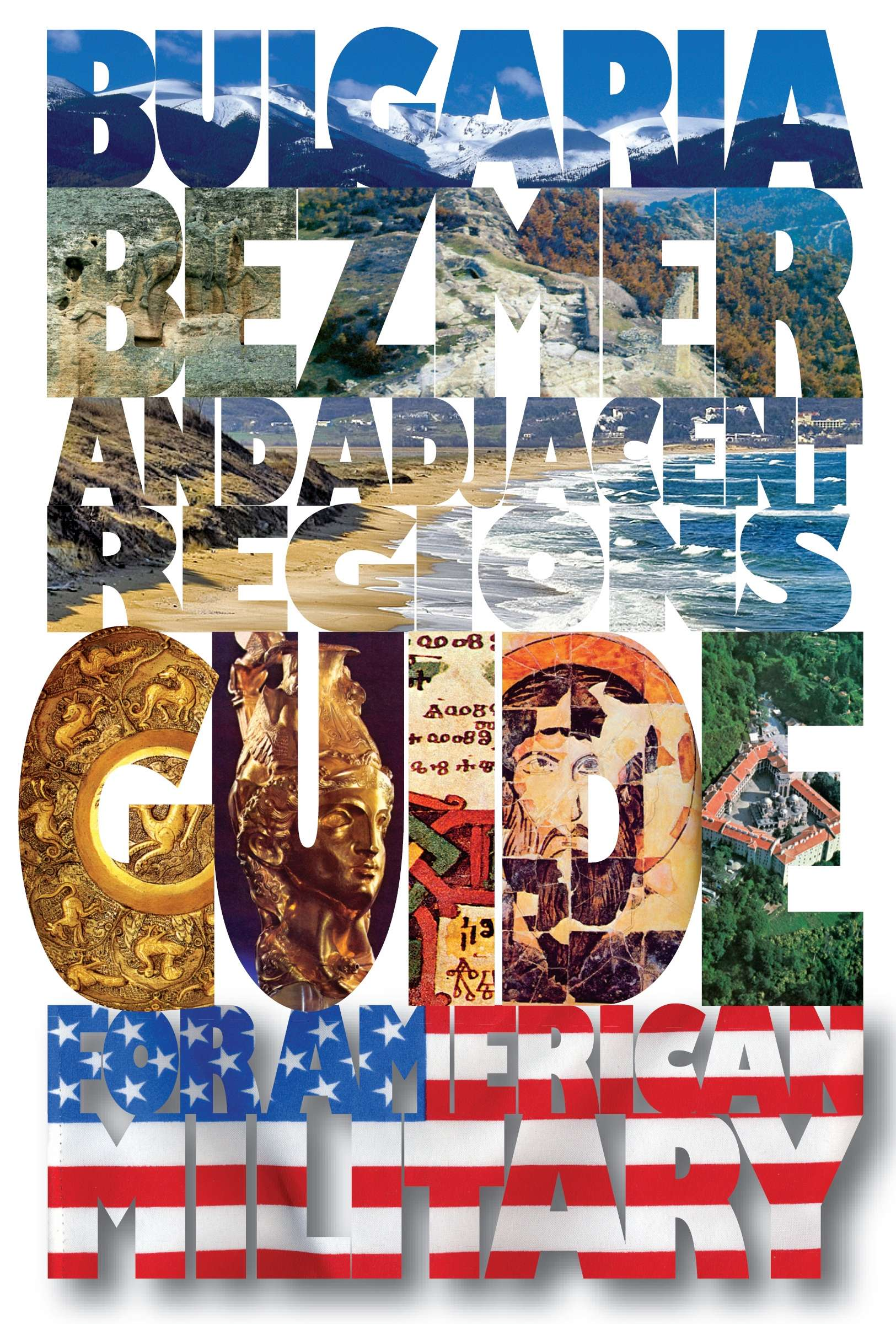
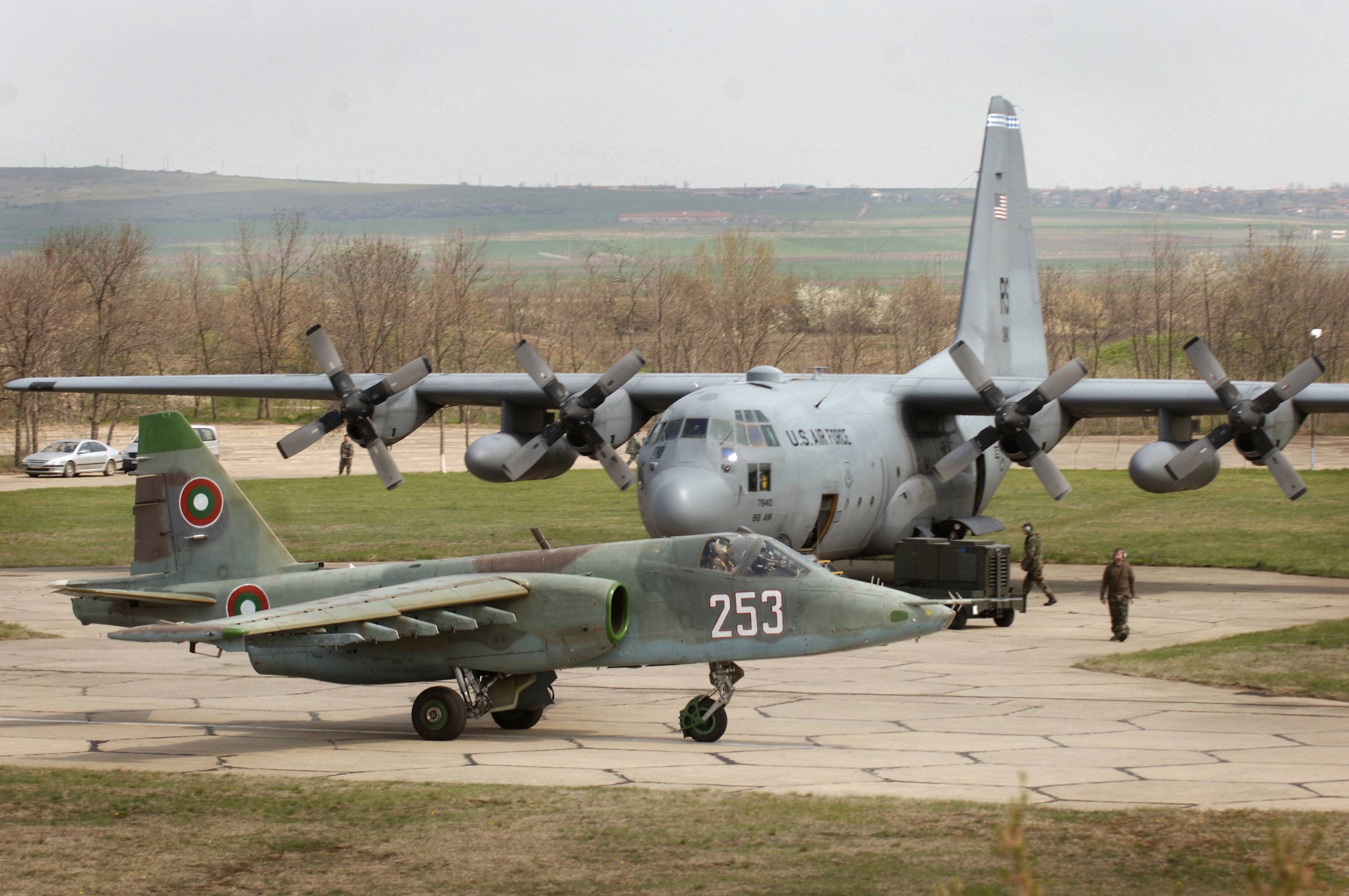
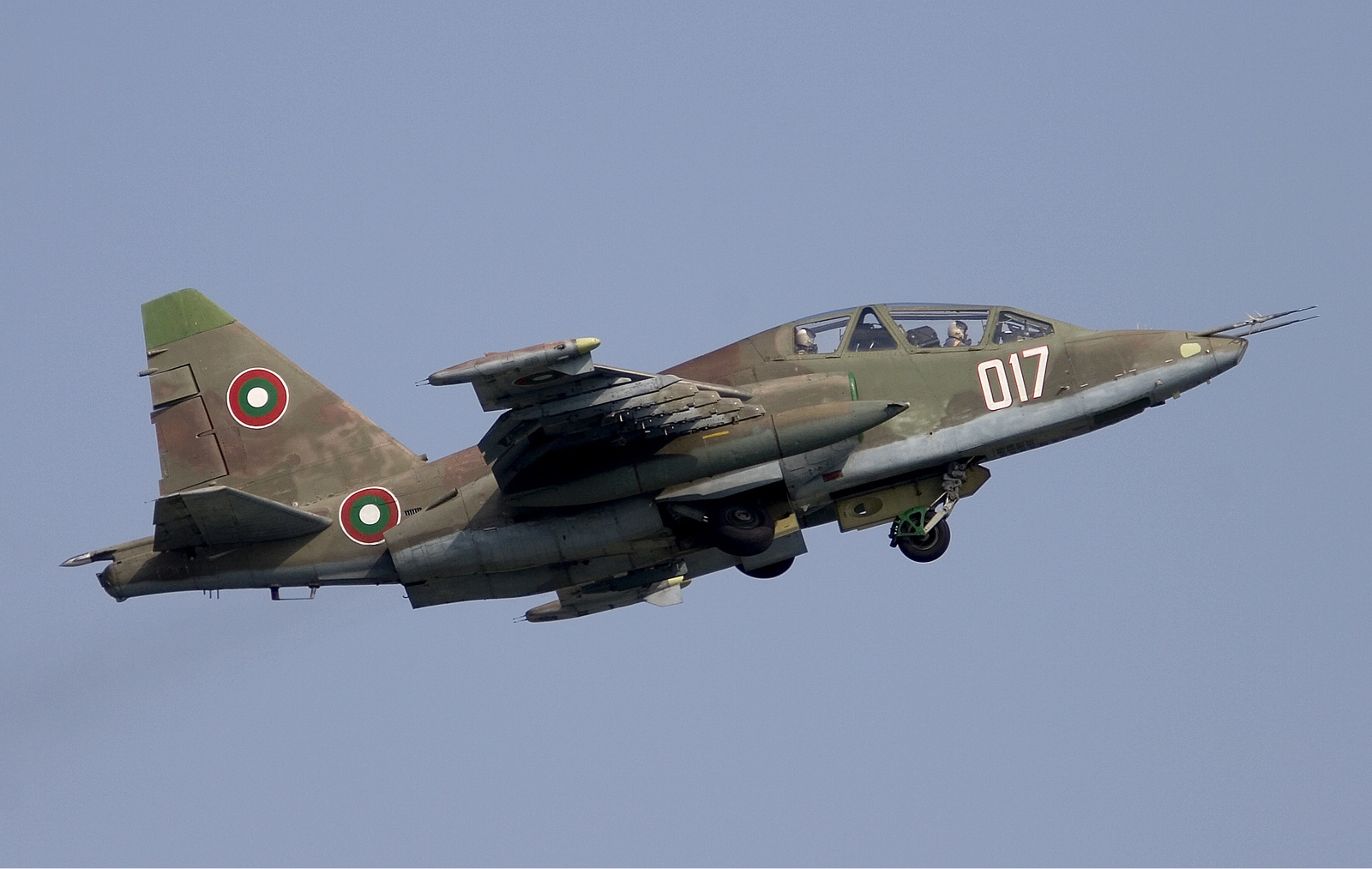
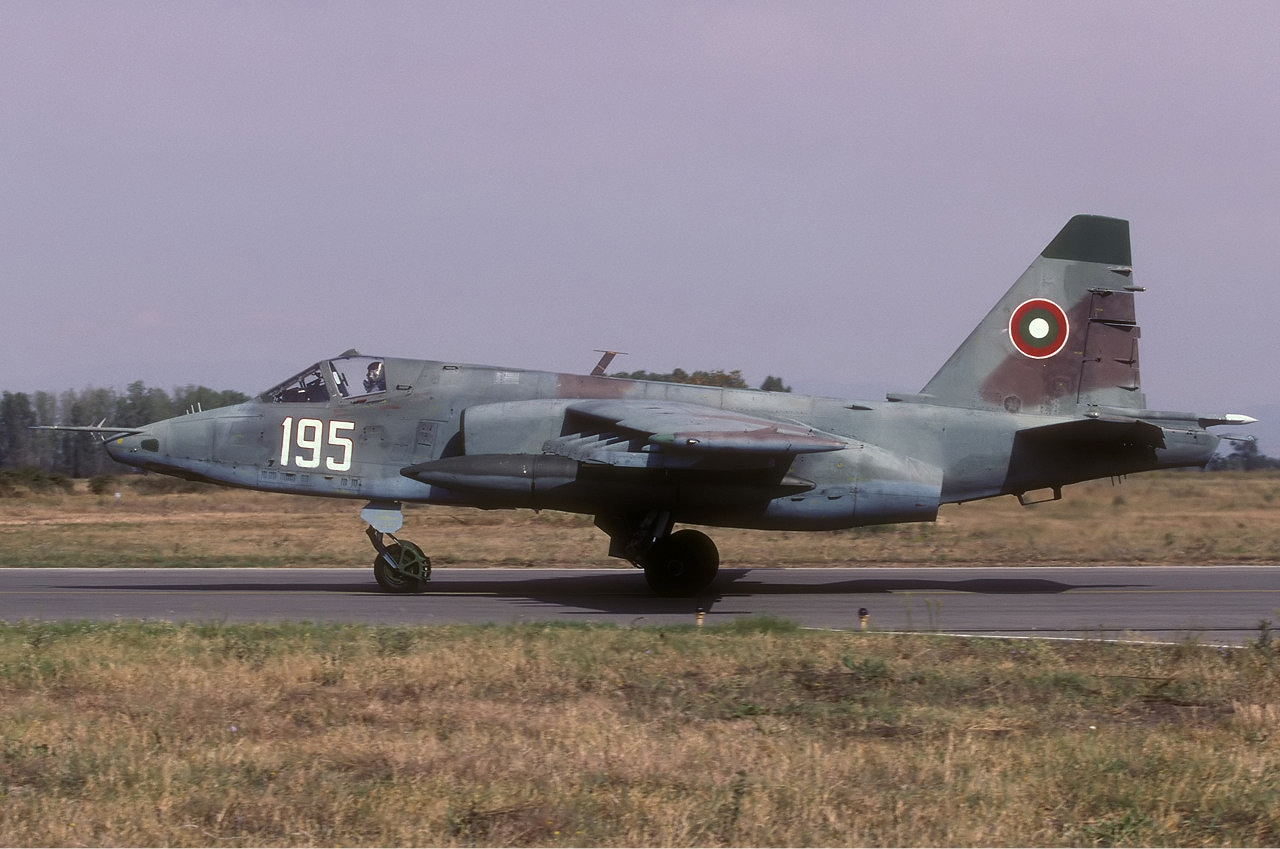

1. ↑  . World Aero Data. 原始内容存档于2019-03-05. Data current as of October 2006. Source: DAFIF.
2. ↑  在大圆制图人（Great Circle Mapper）上的JAM机场信息 （来源：DAFIF 2006年10月生效）.